# Richard Flatter
Richard Flatter (geboren am 14. April 1891 in Wien; gestorben am 5. November 1960 daselbst) war ein österreichischer Shakespeare-Übersetzer und -Forscher, Lyriker und Dramatiker.

## Leben
Flatter war nach einem Jurastudium in Wien und Promotion mehrere Jahre als Rechtsanwalt tätig, bevor er sich dem Theater zuwandte. Nach einer Ausbildung in der Regieklasse bei Max Reinhardt arbeitete er als Regisseur in Prag und Breslau, dann als freier Schriftsteller, Theaterdichter und Übersetzer in Wien. Eine erste Arbeit zu Shakespeare erschien 1933.
1938 musste er vor dem Nationalsozialismus flüchten und emigrierte nach England, wo er 1939 als Enemy Alien inhaftiert und nach Australien verbracht wurde. 1941 konnte er nach England zurückkehren, ging 1948 in die USA und kehrte schließlich 1953 nach Wien zurück, wo er bis zu seinem Tod lebte.
Sein Lebenswerk war die Übersetzung der Werke Shakespeares, von dem er fast alle Bühnenstücke und die Sonette übersetzte. Seine Übersetzungen lagen zahlreichen Bühnenaufführungen – unter anderem am Burgtheater – zugrunde und Flatter selbst adaptierte sie für den Bayerischen Rundfunk.
Flatter war Mitherausgeber des Jahrbuchs der Shakespeare-Gesellschaft und der Chronik des Wiener Goethe-Vereins.
Flatter wurde im Urnenhain des Wiener Zentralfriedhofs bestattet.

## Werke
- Karl Kraus als Nachdichter Shakespeares. Wien 1933.
- Die Fähre. Englische Lyrik aus 5 Jahrhunderten. Nachdichtungen. Wien 1936. 2., erweiterte Aufl. 1954.
- Hamlets Flucht in den Tod. Das Hamlet-Problem neu dargestellt und gedeutet. Wien, Leipzig & Zürich 1936.
- Weg und Heimkehr. Gedichte. Wien 1937
- Feldzeugmeister Benedek (auch Benedeks letzter Sieg). Schauspiel. Uraufführung Volkstheater Wien 1936.
- Shakespeare’s producing hand. A study of his marks of expression to be found in the first folio. Essay. London 1948.
- Hamlet’s Father. Essay. London 1949.
- The Moor of Venice. London 1950.
- Die andere Instanz. Schauspiel. 1951.
- Oliver Cromwell. Drama. 1954
- Königin Elisabeth (auch Elisabeth und Dudley). Drama. München 1954. Uraufführung Vereinigte Bühnen Graz 1954.
- Das Schauspielerische in der Diktion Shakespeares. Wien 1954.
- Triumph der Gnade. Shakespeare-Essays. Wien 1956.

Übersetzung
- Shakespeares Dramen in 6 Bänden. Wien & Bad Bocklet & Zürich 1951–1955.
- Shakespeares Sonette. Wien & München & Basel 1957
- John Vanbrugh: Das Halsband. Lustspiel in fünf Akten. München 1963.